# La música en els diversos gèneres cinematogràfics
El gènere cinematogràfic és la forma de classificar una pel·lícula segons una sèrie d'aspectes temàtics, formals i narratius. Cada gènere té una forma sonora determinada de transmetre els sentiments, tot i així, en un sol metratge podem trobar diverses tècniques audiovisuals (el so en el cinema no s'interpreta d'una forma específica segons cada gènere perquè hi ha matisos, però segueixen un patrò predominant depèn del que es vulgui transmetre).

## El cinema mut
En cinema mut va ser el gènere cinematogràfic més popular en els orígens de la història del cinema, des de les primeres pel·lícules dels Germans Lumière (1895) fins al llançament del llargetratge The Jazz Singer, el 1927. Tots aquests metratges mancaven de so tal com el coneixem avui en dia, sobretot destacava per la seva absència de diàlegs els quals se solien substituir per cartells amb el text que simulava dir l'actor.

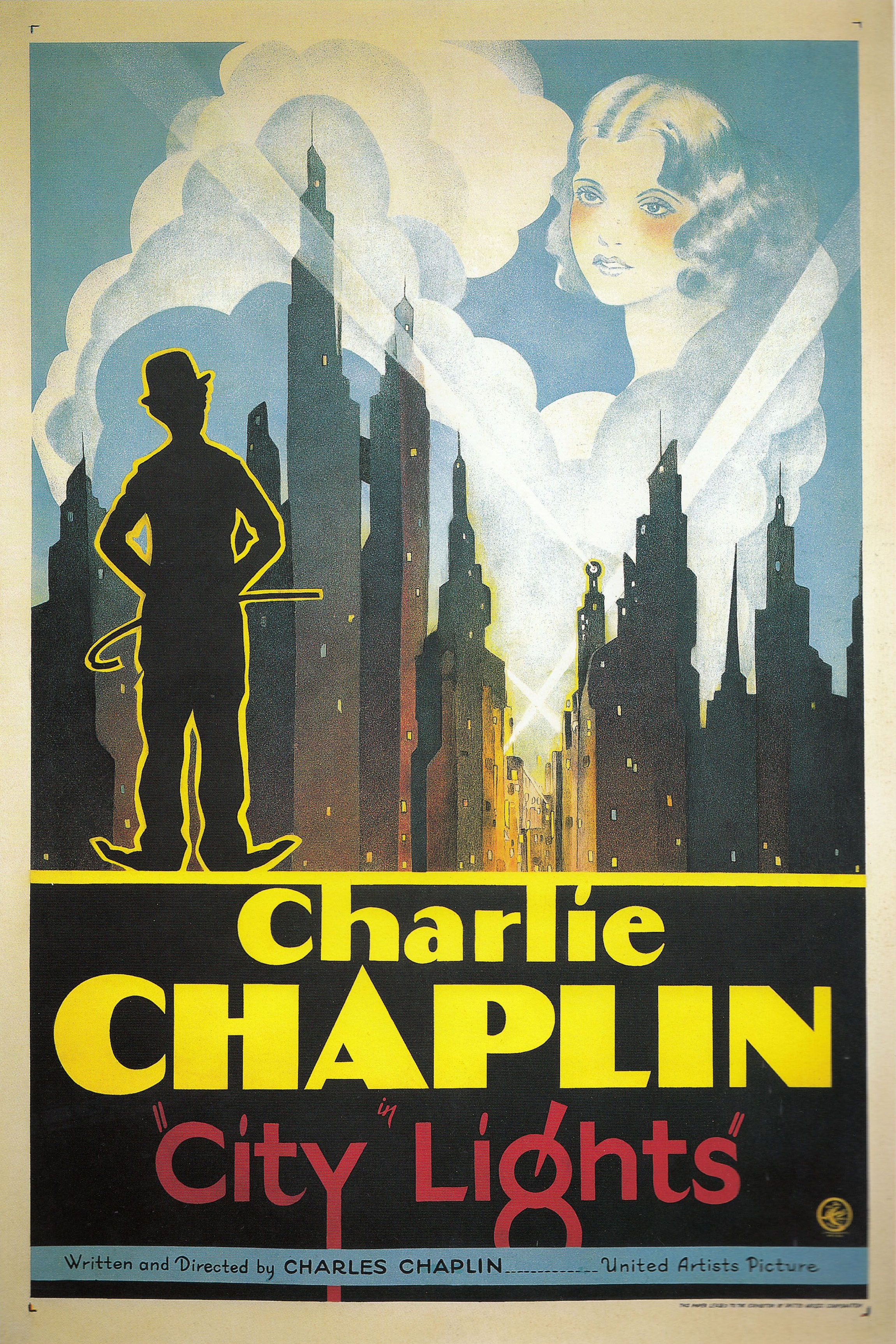
Cartell publicitari de la pel·lícula “Las luces de la Ciudad”, publicada al 1931 i dirigida pel famós Charles Chaplin. És una pel·lícula muda, però el so cobrava un paper més important i incloïa una banda sonora amb la cançó "La violetera" (de Jose Padilla). La cançó reflectia la trama principal, on un vagabund intenta enamorar a una cega gràcies a la seva relació amb un ric magnat.

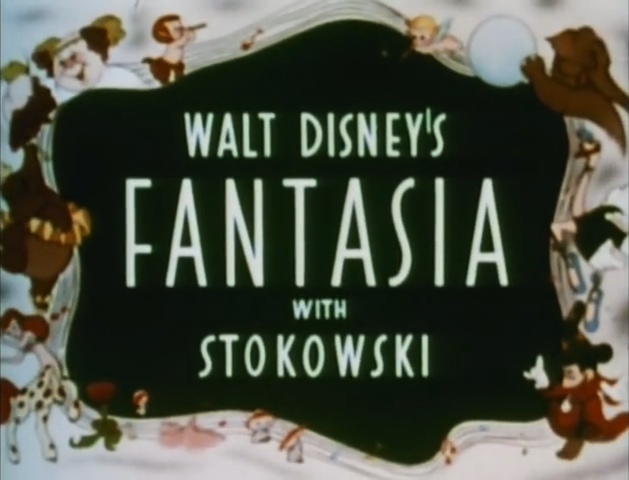
Fragment de la pel·lícula “Fantasia”, estrenada al 1940 i dirigida per Bill Roberts (entre altres). Aquesta animació produïda per Walt Disney és una de les peces clau per exemplificar millor la importància del so en les animacions, i sobretot la música clàssica. La gran quantitat d'instruments que componen una orquestra fan adoptar a animacions com aquestes una influència expressiva per als espectadors mai vista.

Malgrat l'absència de so diegètic en les pel·lícules del cinema mut, la música complia una curiosa funció més enllà d'ambientar a l'espectador: era una eina molt útil a l'hora d'amagar el so produït pel projector, ja que aquest sovint distreia al públic i evitava que entenguessin la trama. En el cinema mut, els músics generalment tocaven en viu (en la mateixa sala on s'estava projectant la pel·lícula). Entre els instruments que es tocaven durant la projecció, sempre destacava el piano i sovint les obres només eren interpretades per un pianista i cap altre instrument.
Les sales més prestigioses comptaven amb el famós fonògraf, i en alguns casos fins i tot disposaven d'una orquestra simfònica o una coral, situats rere la pantalla, per simular que realment el so provingués de la mateixa pel·lícula.
La música que sonava en la majoria d'obres del cinema mut generalment era improvisada, és a dir, no es donava importància en la forma que es tocava, la seva cadència ni el missatge que es volia transmetre (encara que els intèrprets també recorrien a partitures de música clàssica). Un altre indici que mostra la poca importància que li donava el director a la música que es tocava la trobem en el fet que eren els mateixos músics qui enviaven les partitures que havien d'acompanyar a cada film, és a dir, ho decidia gent aliena als coneixements de la trama.

## Les animacions
En el gènere audiovisual de l'animació la música cobra una importància que és fonamental per a la definició de la trama. Els dibuixos animats no tenen la mateixa capacitat expressiva que els humans, per tant, s'ha de compensar amb una major emfatització dels seus sentiments mitjançant sons i altres aspectes visuals com les línies cinètiques.
Els músics que s'encarregaven de compondre per les pel·lícules d'animació havien de saber conjugar les notes perquè encaixessin perfectament amb l'acció del personatge. És per això que el mickey mousing, cobra un paper molt important en aquestes obres, doncs s'encarregaven de transmetre mitjançant efectes de so, veus afegides en postproducció i música tot allò que el personatge no podia fer.
Tant en les pel·lícules de ciència-ficció com les animades, les pistes de so són iguals, existeixen tres diferents: una que porta les veus, una altra els efectes i la tercera la música. Si més no, cal observar la diferència que es produeix en el seu ús, mentre que en l'animació sempre s'utilitzen en conjunt per establir un caràcter al personatge i tot el que succeeix en el seu entorn, en la ficció es poden concebre per separat.
El curtmetratge fet per Disney, “Els tres porquets”, estrenada el 1931 i dirigida per Burt Gillett. És la clàssica animació que ens explica la història de tres germans porquets que han d'evitar ser cruspits per un ferotge llop, i per evitar-ho cadascú construeix una casa amb diferents materials. En una escena en concret, els porquets canten de manera satírica contra el llop, el seu ritme i alegria ens ajuda a entendre que en un moment el veien com si fos un no res i finalment se'ls hi gira la truita.
Un altre element que apareix molt en les animacions per la seva gran capacitat expressiva és la música clàssica. En els primers anys de cinema sonor, l'ús de música clàssica va ser gairebé obligat, ja que no hi havia composicions específiques per cada metratge ni el pressupost per produir-les (ja que es pensava que no sortiria a compte). Amb la consolidació de la indústria i reivindicant el paper fonamental de la banda sonora original, el repertori clàssic avui en dia es continua utilitzant com a recurs expressiu, garantint una influència sensorial en l'espectador.

## L'amor
És evident que el cinema, una de les seves principals característiques és que ens ajuda a allunyar de la realitat que ens envolta. El cinema sempre distorsiona la realitat i la interpreta segons convingui, creant així un univers amb les mateixes lleis de la física, lògica i pragmàtica. En un dels principals gèneres cinematogràfics on veiem aquesta distorsió de la realitat és en el romàntic, no pas perquè apareguin éssers mitològics o localitzacions inversemblants, sinó perquè els actes que es mostren gairebé mai passen en la realitat.
El cinema romàntic (i també la literatura) ha creat la idea de l'existència d'una mitja taronja, d'un príncep blau o una princesa perfecta i entregada. S'ha vist una vegada darrere l'altre com el protagonista persegueix ser junt per sempre amb una mateixa persona. Un dels altres clixés romàntics en el cinema ho trobem en la clàssica situació en què hi ha una passió i atracció desmesurada entre protagonistes que per qualsevol motiu no poden estar junts, la seva missió és aconseguir estar-ho. El romanç no té per què ser el nucli de la història d'una pel·lícula, així i tot, sol ser el segon element més important i sovint els metratges acaben amb un petó acompanyat de la respectiva música melancòlica.
Per aconseguir crear aquesta sensació es recorren a les melodies romàntiques, ja que s'ha de crear una sensació alegre i de satisfacció, destaquen per:
- Ús d'instruments com el piano, la guitarra, l'arpa i el violí
- Melodies en escala menor, per fer la sensació aguda i innocent de l'amor
- Contrastos musicals capaços de suggerir sentiments a través de matisos dinàmics (piano, crescendo…)

## L'humor
Una bona pel·lícula d'humor és aquella en la que el protagonista sembla una persona amb una actitud normal i que no surt de les pautes establertes en consens. El fet que el personatge principal sembli normal, obliga a l'espectador a què quan aquest realitzi alguna acció exagerada o surrealista li provoqui riure. El fet que percebi incorrectament la realitat però que no en sigui conscient fa semblar que el personatge sigui ridícul i innocent, per això provoca tant riure, perquè els seus actes surten de la seriosa rutina.
Un dels recursos que més es fan servir en l'humor cinematogràfic és el gag, permet donar-li una unitat de sentit dins la trama, on adopta una funció normativa i una altra de pertorbadora. A l'inici d'un gag es presenta la situació amb completa normalitat, però aquesta acaba esdevenint en surrealista a causa dels comportaments del protagonista, les quals adopten un estil humorístic. Hi ha diversos tipus de gags:
- Interferència mútua: Quan l'espectador és capaç d'ampliar les perspectives de la trama més enllà de les del protagonista i es pot entendre perquè el personatge actua incorrectament i que hauria de fer per arreglar-ho.
- Metàfora aviciada: Els espectadors veuen un objecte metafòricament igualat amb una cosa que en realitat no ho és. Per exemple, en La Quimera del Oro, pel·lícula dirigida, guionitzada i actuada per Charles Chaplin (1925), en una escena compara una sabata amb un aliment ric en nutrients, comparant un objecte i igualant-lo amb una cosa que no és menjar.
- Imatge canviant: Es tracta d'enquadrar el pla de tal manera que sembli que l'acció fa un moviment canviant o localització, que a la fi és una altra quan la càmera fa un moviment panoràmic.
- Solució gag: quan un objecte amb una morfologia molt semblant a un altre s'intenta recrear el seu ús per donar un toc humorístic. L'objecte apareix de manera sobtada per sorprendre els espectadors, (per exemple, quan es fa servir un plàtan per simular que es parla per telèfon).

Pel que fa a la música d'aquest gènere, sovint passa més desapercebuda. Això és degut al fet que, o bé les pel·lícules d'aquest gènere estan inundades amb música comercial o perquè la música fa referència a altres elements dins el metratge que no inclouen l'humor d'aquesta.
Negocios con resaca és la millor referència de com no s'ha de fer servir la música en una comèdia. Estrenada el 2015 i dirigida per Ken Scott, ens narra l'experiència de tres empresaris al viatjar a Europa per tancar el negoci més important de les seves vides. La BSO d'aquesta pel·lícula s'adequa bé al context de la trama, ja que inclouen cançons com Swarf que aporten una sensació de moviment ideal pel viatge dels protagonistes. El problema radica en que la BSO només acompanya la trama principal de la història i no ajuda a reflectir el creixement personal que pateixen els tres empresaris durant la seva estància a Europa. És a dir, que són cançons que serveixen per acompanyar les aventures.
En canvi, si haguéssim de definir la millor pel·lícula que barreja millor la comèdia junt amb la nostàlgia i els seus sentiments que comporta, la resposta és Forrest Gump. Estrenada el 1994, va ser dirigida per Robert Zemeckis. La història gira entorn a un disminuït psíquic estatunidenc (Forrest Gump) el qual, durant la seva estança assegut a un banc esperant l'autobús, comença a explicar tota la seva vida a tots aquells que, igual que ell, també esperaven el transport.
Forrest Gump és una pel·lícula que recol·lecta la música més popular durant la dècada dels 60' i 70' (ja que és on se situa cronològicament el metratge) junt amb els seus fets històrics i aconsegueixen enllaçar-ho de tal manera que, a diferència de Negocios con resaca, notes que cadascuna de les cançons que sonen dins el film sí que tenen una rellevància en el desenvolupament psicològic del personatge durant la trama i que s'adeqüen al seu context. Evidentment, Forrest Gump no només destaca per afegir les cançons ja existents més conegudes, sinó pel soundtrack principal que va estar creat exclusivament per la pel·lícula, Im Forrest… Forrest Gump (Alan Silvestri).